# NGC 481
NGC 481 est une galaxie lenticulaire située dans la constellation de la Baleine. NGC 481 a été découverte par l'astronome américain Lewis Swift en 1886.

## Caractéristiques
Sa vitesse par rapport au fond diffus cosmologique est de 5 233 ± 37 km/s, ce qui correspond à une distance de Hubble de 77,2 ± 5,4 Mpc (∼252 millions d'al).
À ce jour, une mesure non basée sur le décalage vers le rouge (redshift) donne une distance d'environ 55,300 Mpc (∼180 millions d'al). Cette valeur est nettement à l'extérieur des valeurs de la distance de Hubble.